# 喬許·凱利
喬許·凱利（英語：Josh Kelly，1982年4月25日—）是美國的一位演員。他最著名的作品是在ABC肥皂劇《只此一生》中飾演Cutter Wentworth角色。